# Grijs havikskruid
Grijs havikskruid (Hieracium praealtum, synoniem: Pilosella piloselloides) is een vaste plant, die behoort tot de composietenfamilie. De plant komt van nature voor in Oost-, Zuid- en Midden-Europa en West-Azië en is van daaruit verder verspreid naar Noord-Amerika. In Nederland komt de soort vooral voor in Zuid-Limburg. Grijs havikskruid staat op de Nederlandse Rode lijst van planten als zeldzaam en stabiel of toegenomen. Het aantal chromosomen 2n = 18, 27, 36 of 45.
De plant wordt 20 - 80 cm hoog en heeft grijsgroene, weinig behaarde stengels met niet meer dan drie 3-10 cm lange en 0,8-2 cm brede bladeren en die hoogstens bovenaan vertakt zijn. De plant vormt een bladrozet en heeft geen wortelstokken. Weidehavikskruid, Hieracium cymosa en Hongaars havikskruid lijken veel op grijs havikskruid maar vormen wel wortelstokken. De 3-8 cm lange rozetbladeren zijn smal spatelvormig tot lijnvormig en meestal zonder of met weinig, lange haren, maar soms dicht behaard met 2-4 mm lange haren.
Grijs havikskruid bloeit van mei tot in augustus met tien tot dertig 7-15 mm grote bloemhoofdjes, die een tuil vormen. Het hoofdje heeft alleen lintbloemen, die vijftandig en 6-9 mm lang zijn. De gedroogde stijlen zijn nog geel. Het omwindsel is 5-8 mm lang. De omwindselbladen zijn donkergroen tot zwart en hebben een nauwelijks zichtbare rand tot een zeer brede, vliezige rand. Er kunnen weinig tot veel klierharen op voorkomen.
De vrucht is een bruin 1,2-2,2 mm lang, cilindrisch nootje met wit, 3-4 mm lang vruchtpluis.
Grijs havikskruid komt voor in bermen, grasland, langs spoorwegen, mijnsteenbergen, ruigten, bosranden, tussen straatstenen, op industrieterreinen en stortplaatsen.

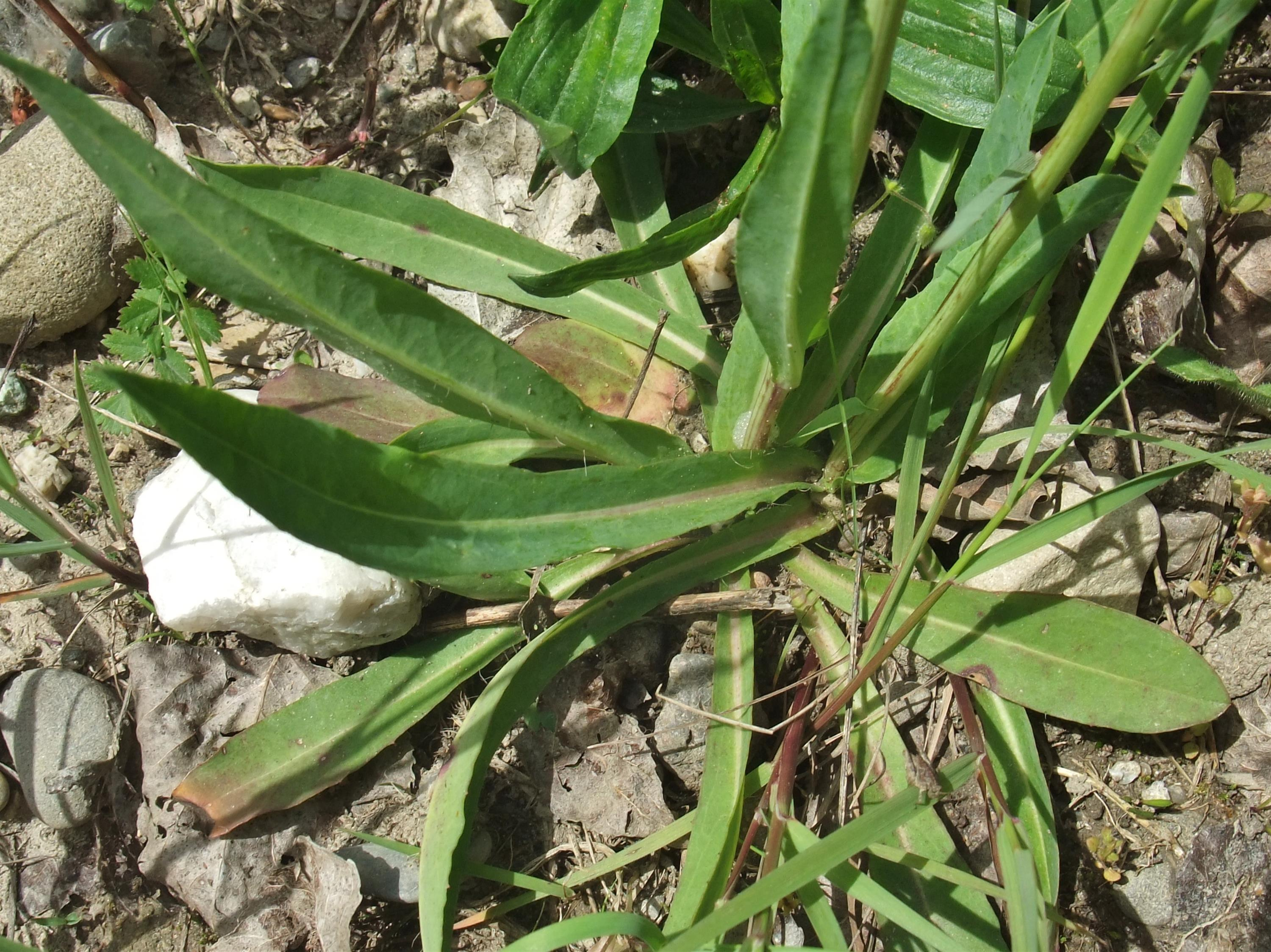
Plant
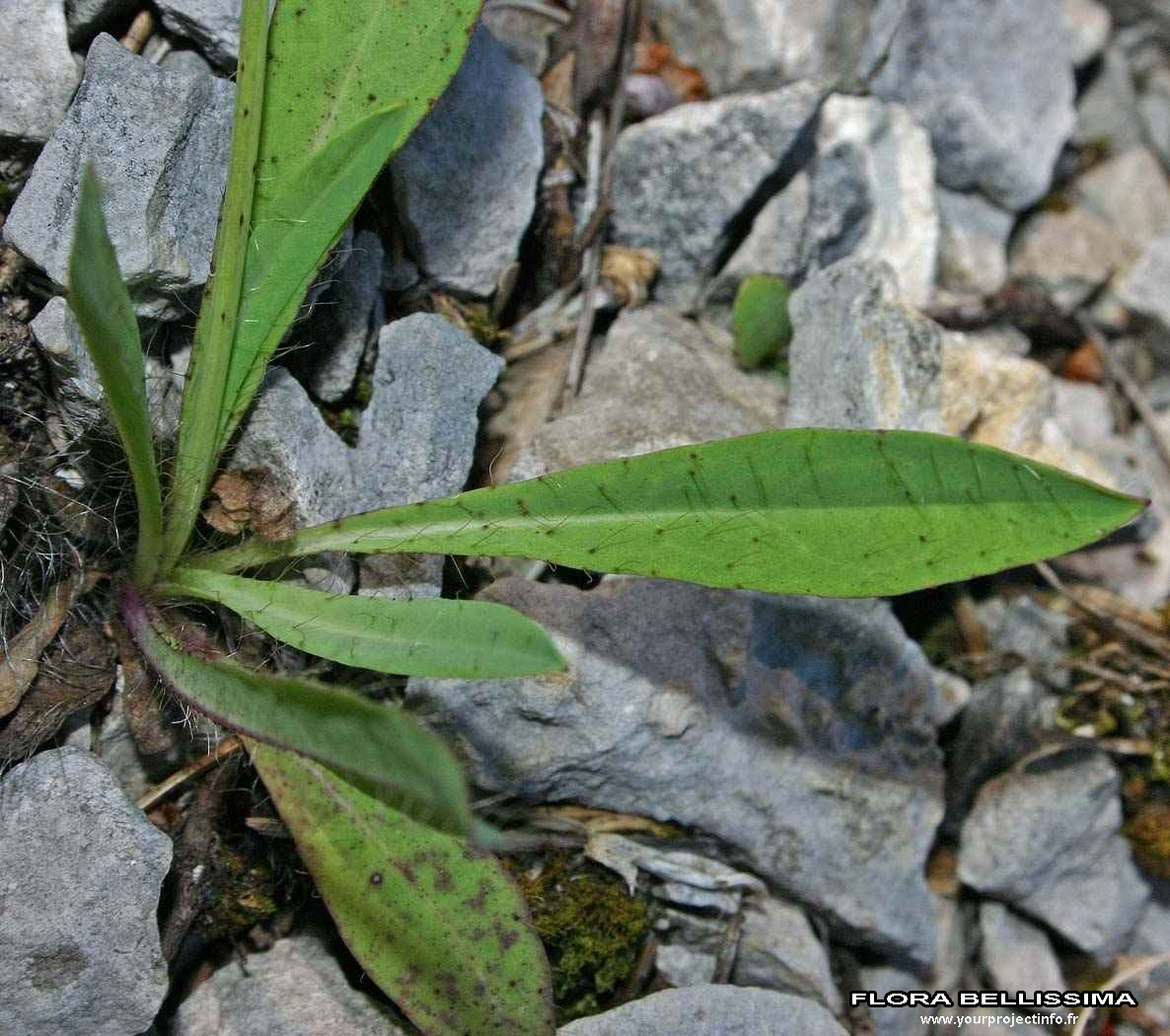
Bladeren
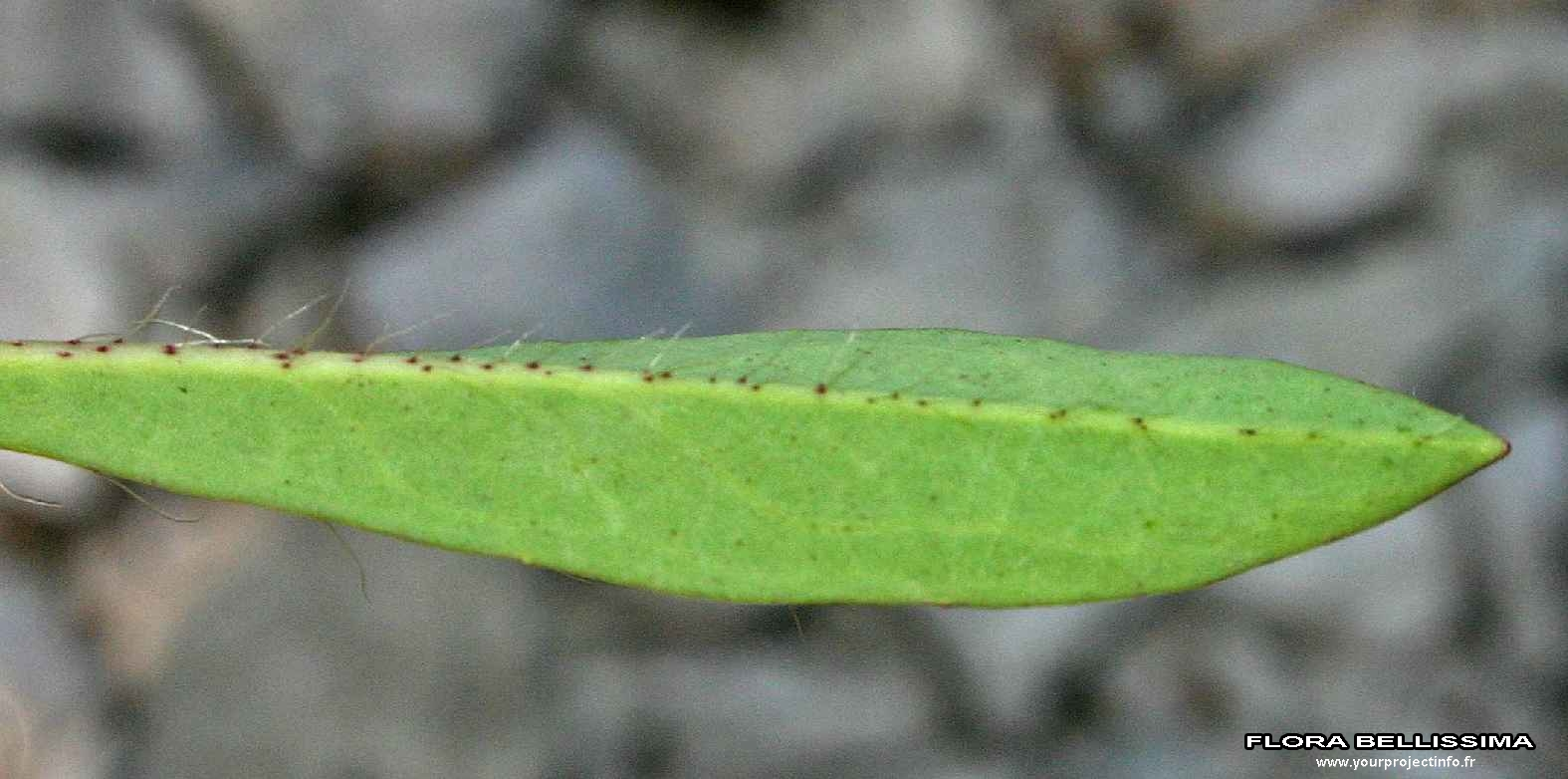
Achterkant blad
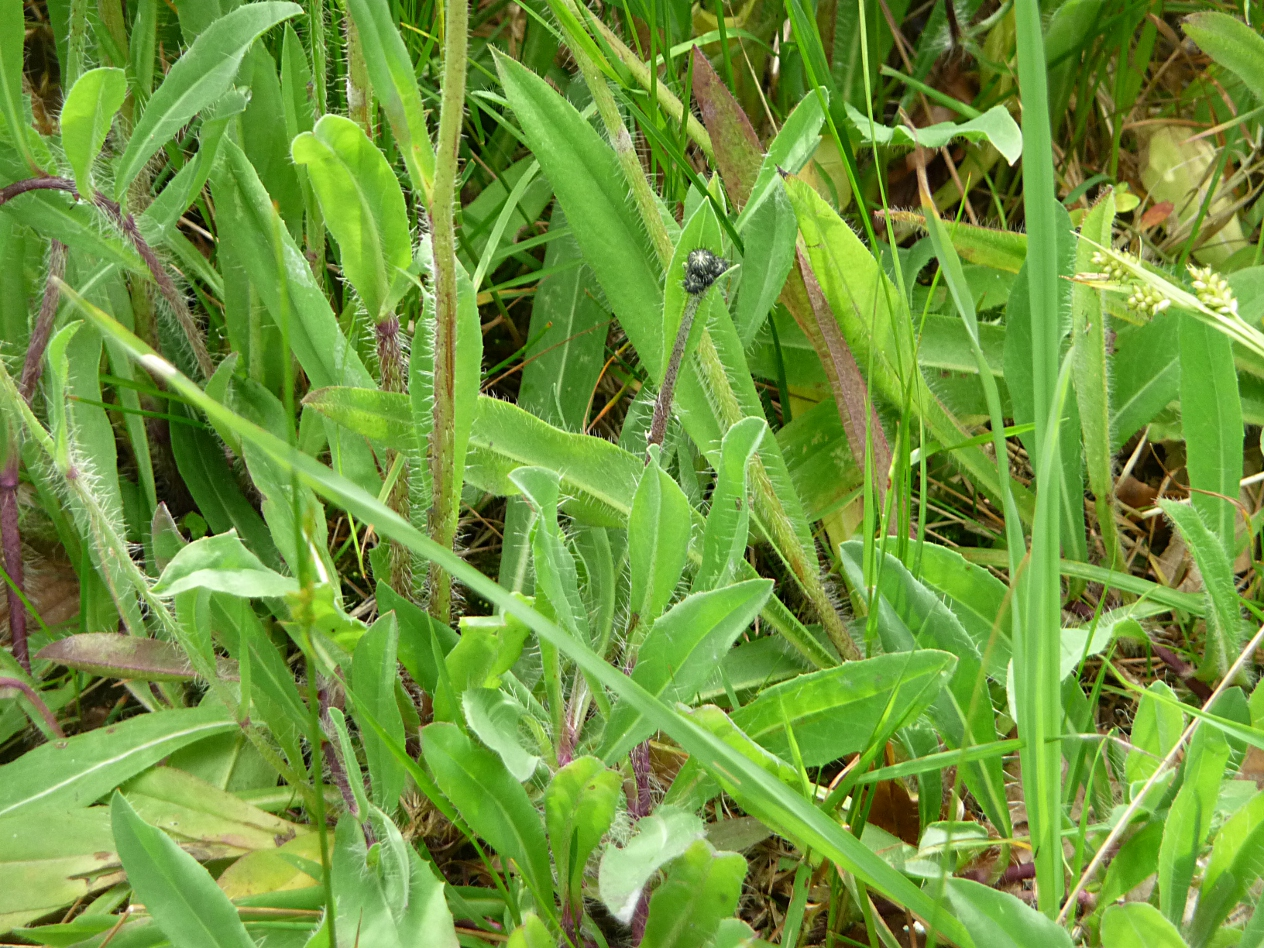
Planten met dicht behaarde bladeren
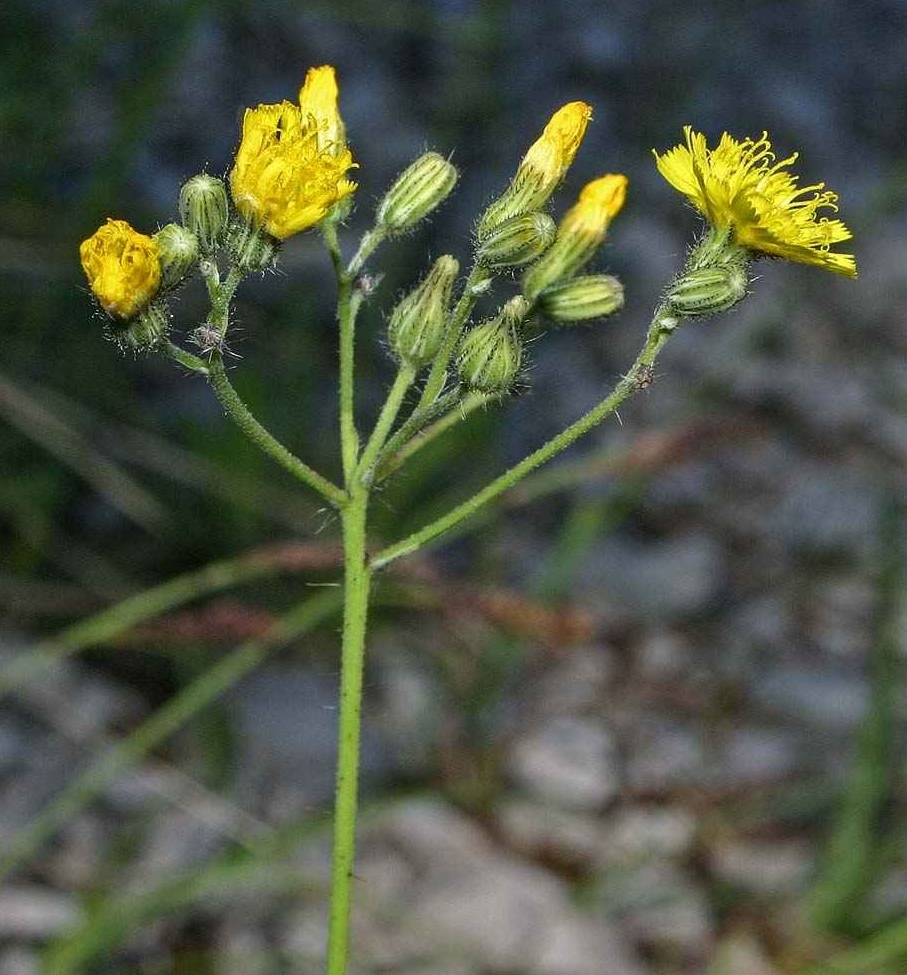
Bloeiwijze
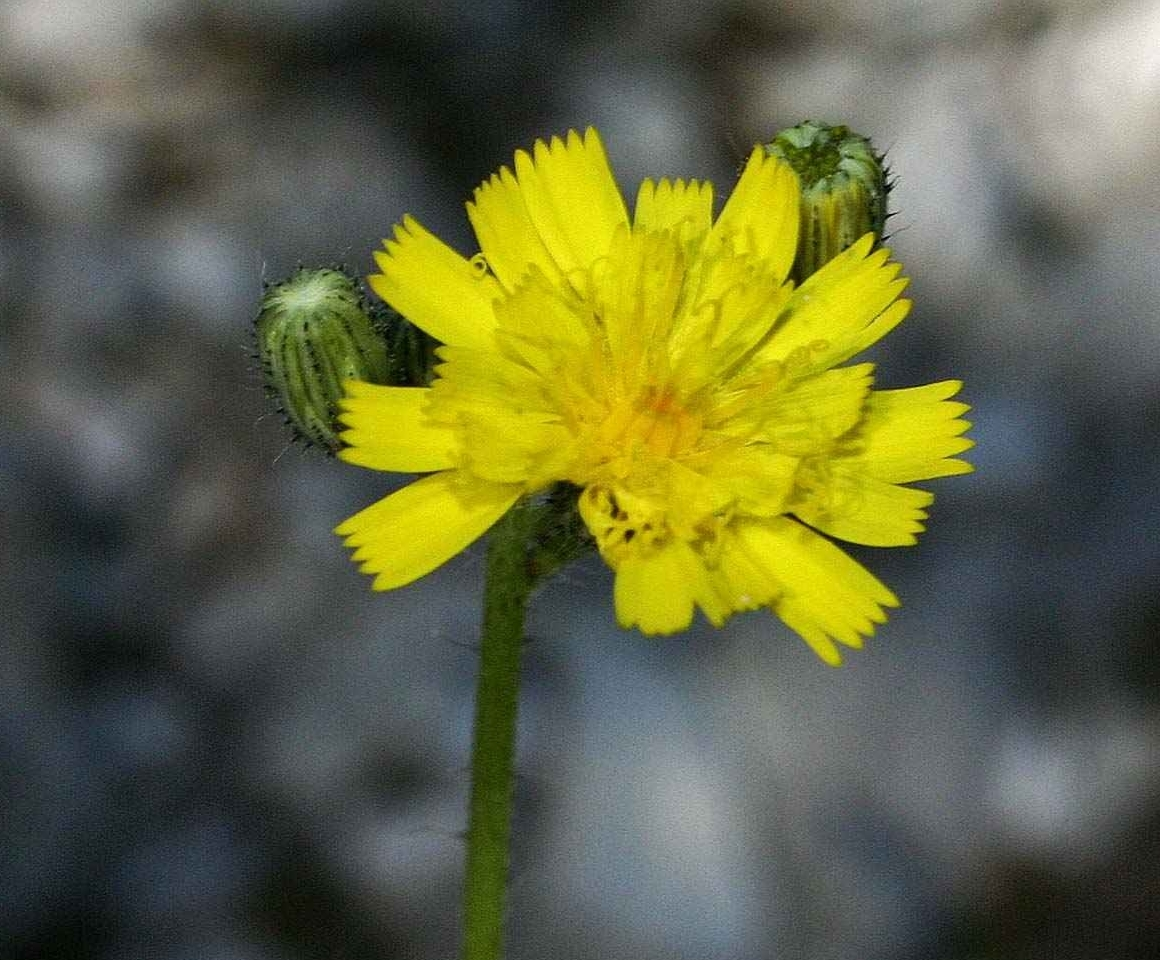
Bloemhoofdje
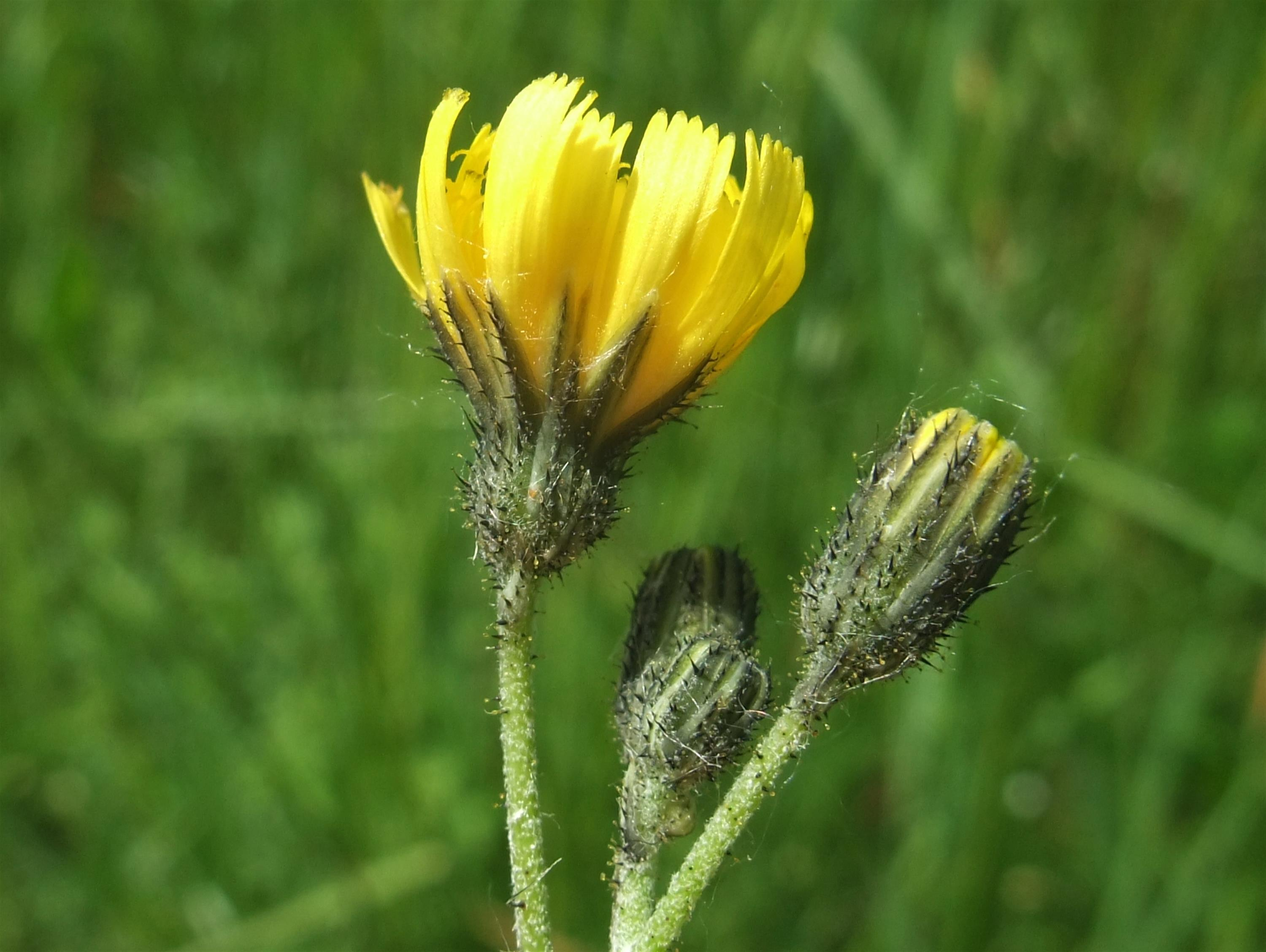
Omwindsel
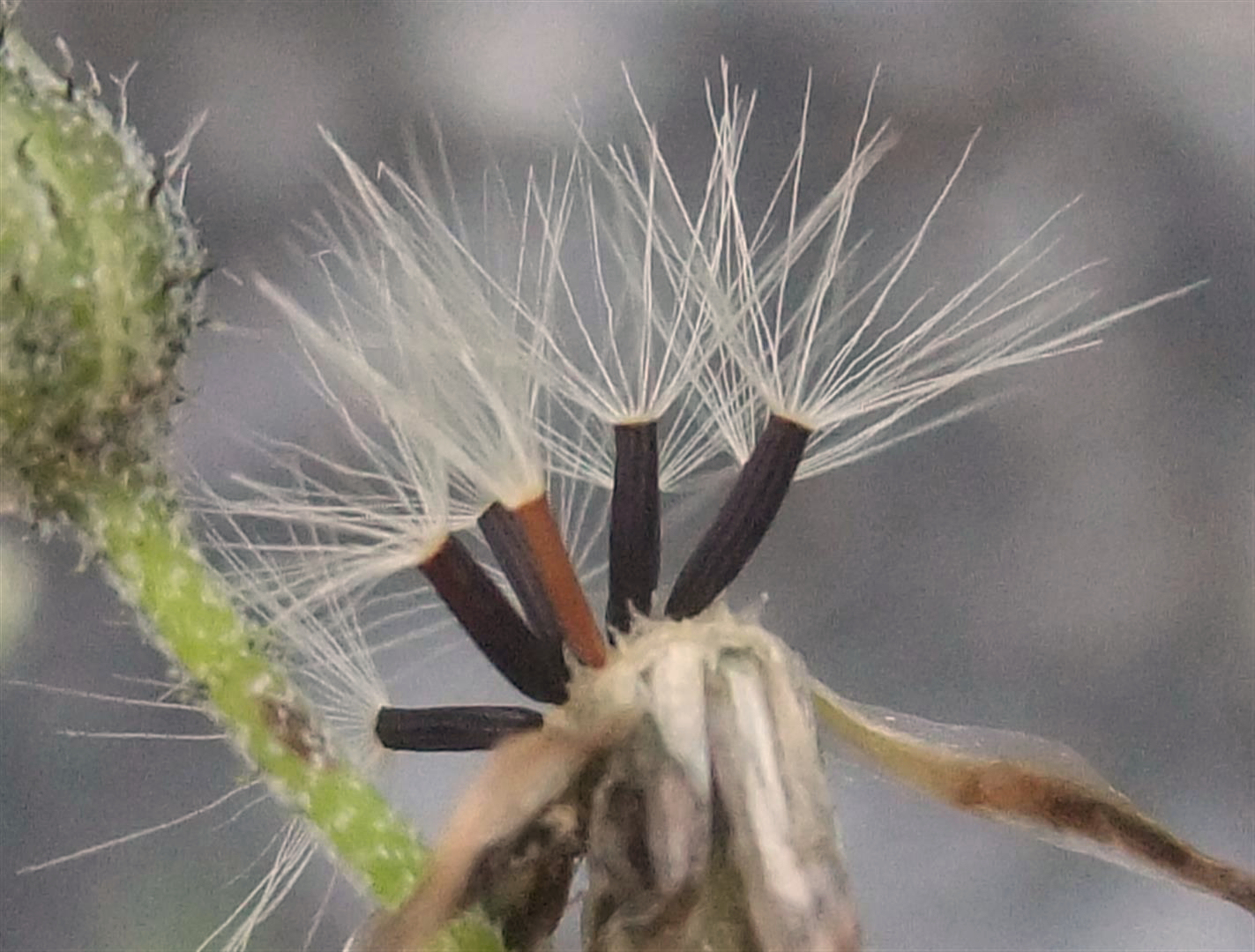
Vruchten